# Willy Sagnol
William Sagnol, mais conhecido como Willy Sagnol (Saint-Étienne, 18 de março de 1977), é um ex-futebolista francês que atuava como lateral-direito. Atualmente comanda a Seleção da Geórgia.

## Carreira
Defendeu na maior parte de sua carreira, o Bayern de Munique, da primeira divisão da Bundesliga. 
Anunciou sua aposentadoria em 2009, após uma sequência de lesões no tendão.

## Seleção
Pela seleção nacional, jogou a Copa das Confederações de 2001, a Copa do Mundo de 2002, a Copa das Confederações de 2003, a Eurocopa de 2004, a Copa do Mundo de 2006 e a Eurocopa de 2008.

## Títulos
Monaco
- Trophée des champions: 1997
- Ligue 1: 1999–00

Bayern Munich
- Bundesliga: 2000–01, 2002–03, 2004–05, 2005–06 e 2007–08
- Liga dos Campeões da UEFA: 2000–01
- Copa Intercontinental: 2001
- DFB-Pokal: 2002–03, 2004–05, 2005–06 e 2007–08

França
- Copa das Confederações: 2001 e 2003